# トランプ・タワー (ニューヨーク)
座標: 北緯40度45分45秒 西経73度58分27秒 / 北緯40.76250度 西経73.97417度
トランプ・タワー (Trump Tower) は、アメリカ合衆国ニューヨーク州ニューヨーク市マンハッタン区ミッドタウン5番街に建つ超高層ビルである。

## 概説
このビルはアメリカの不動産王ドナルド・トランプとエクイタブル生命保険が共同所有し、デア・スカット (Der Scutt) が設計を担当した。HRH Constructionがこのビルの開発を担当した。高さ202mの58階建てで、ニューヨークでは52番目の高さのビルである。
1983年2月14日にアトリウムとショップのグランド・オープン・セレモニーが行われ、オフィスとマンションはその後すぐにオープンした。11月30日にショップは正式にオープンした。高さ5階建て分のアトリウムには滝が流れている。
1997年以降、ミスUSA、ミス・ティーンUSA、ミス・ユニバース優勝者がここで共同生活している。またNBCのテレビ番組『アプレンティス』の最終回の収録場所にも使われている。
ドナルド・トランプは多くの不動産物件を手掛けており、中でもイースト・リバー沿いには高級マンション「トランプ・ワールド・タワー」（262m、72階）を所有している。このビルにも多くのセレブリティが居住していることで知られている。また、ウォール街に建つ「40 ウォール・ストリート」を買収し、現在はトランプ・ビルという名称になっている。コロンバスサークルにはトランプ・インターナショナル・ホテル・アンド・タワーを所有している。

## ギャラリー

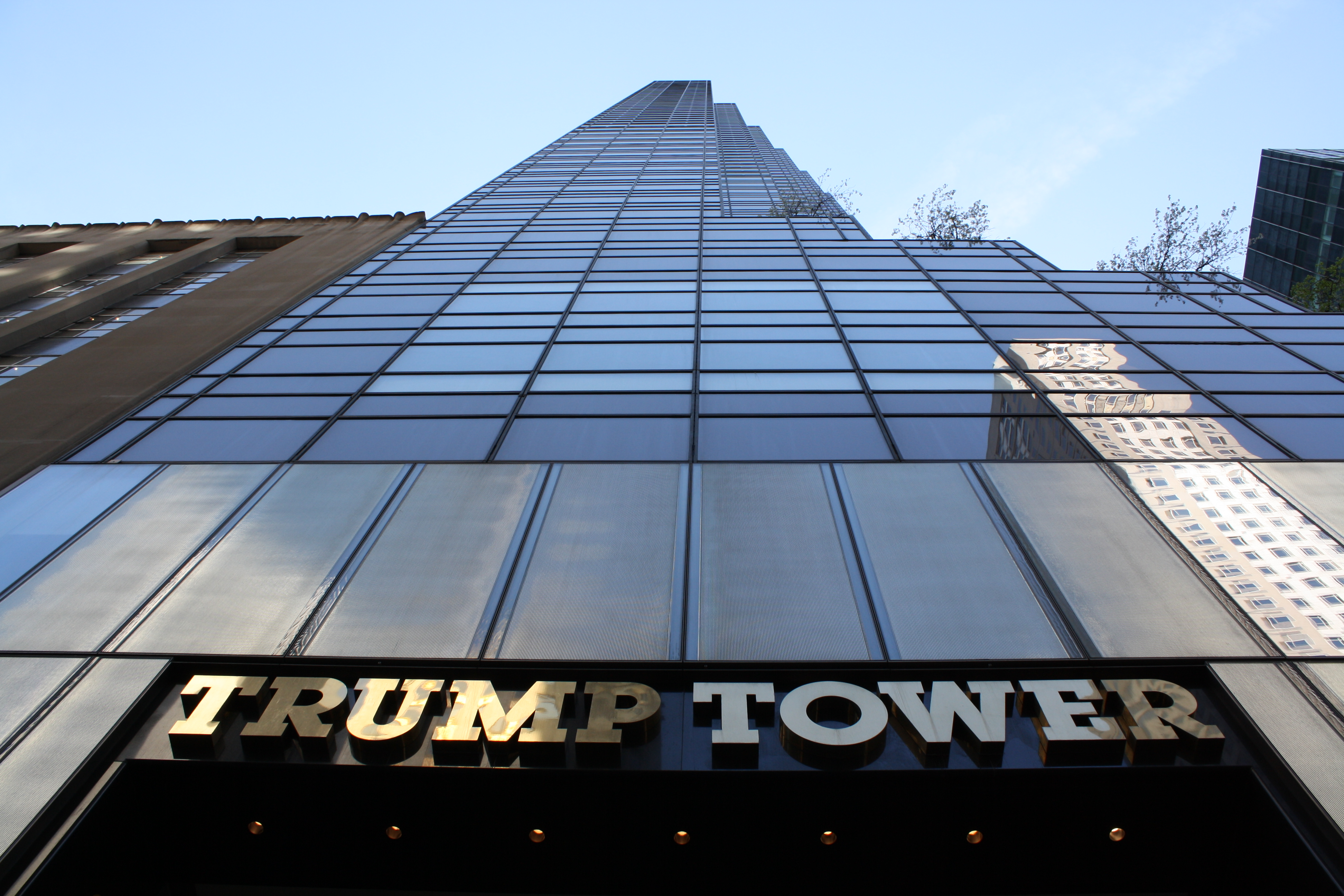
トランプ・タワー、 5番街 (マンハッタン)
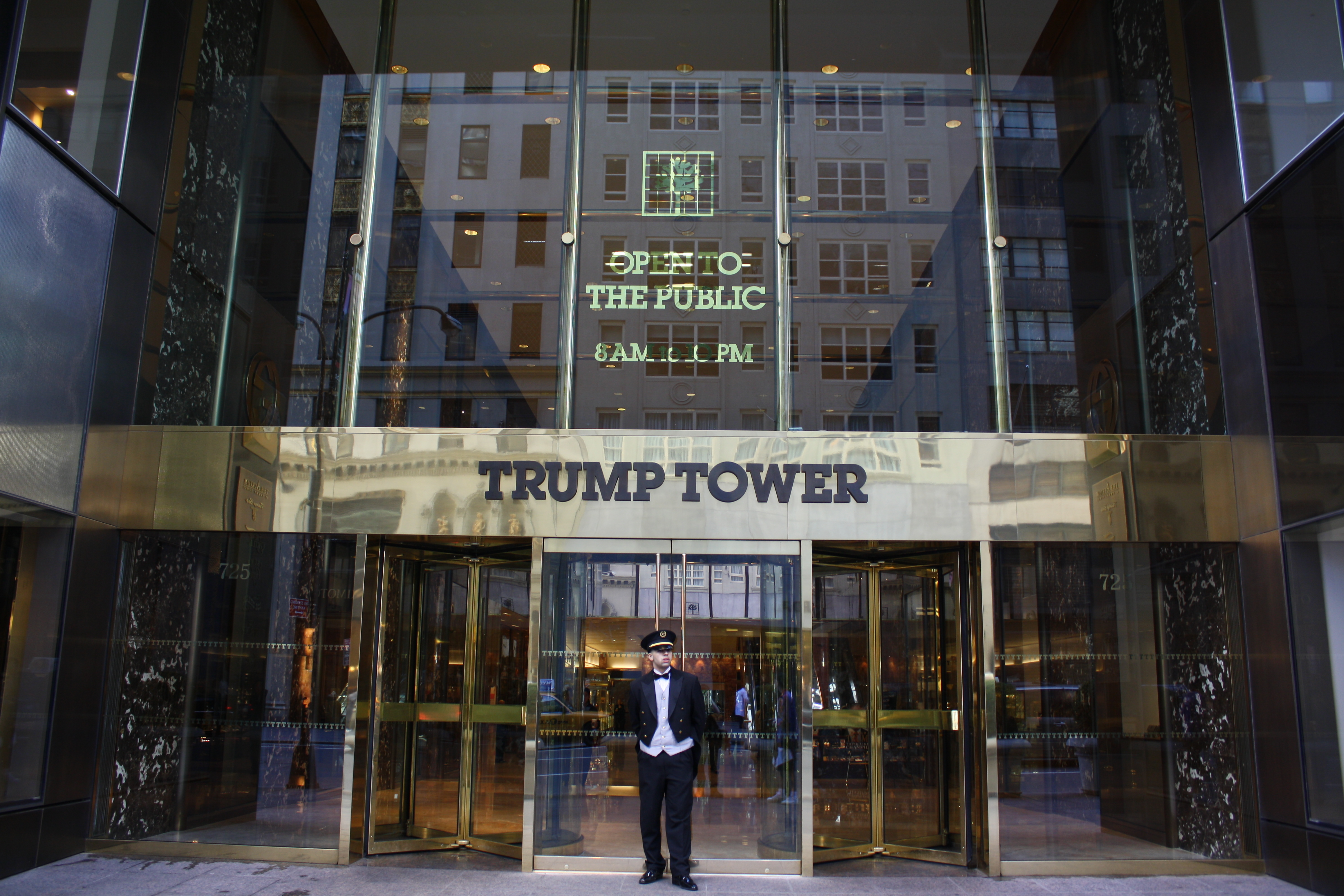
正面玄関
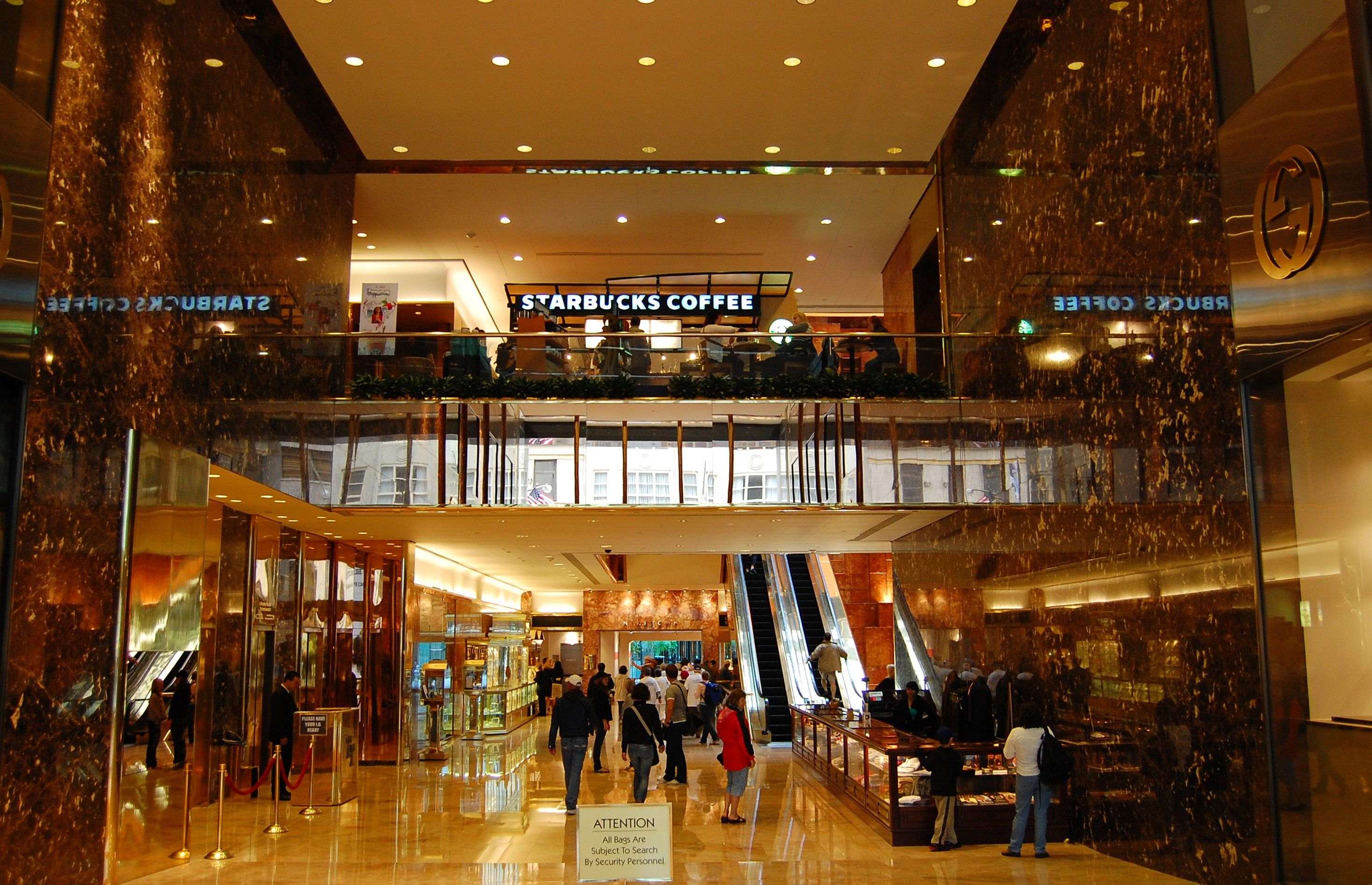
アトリウム
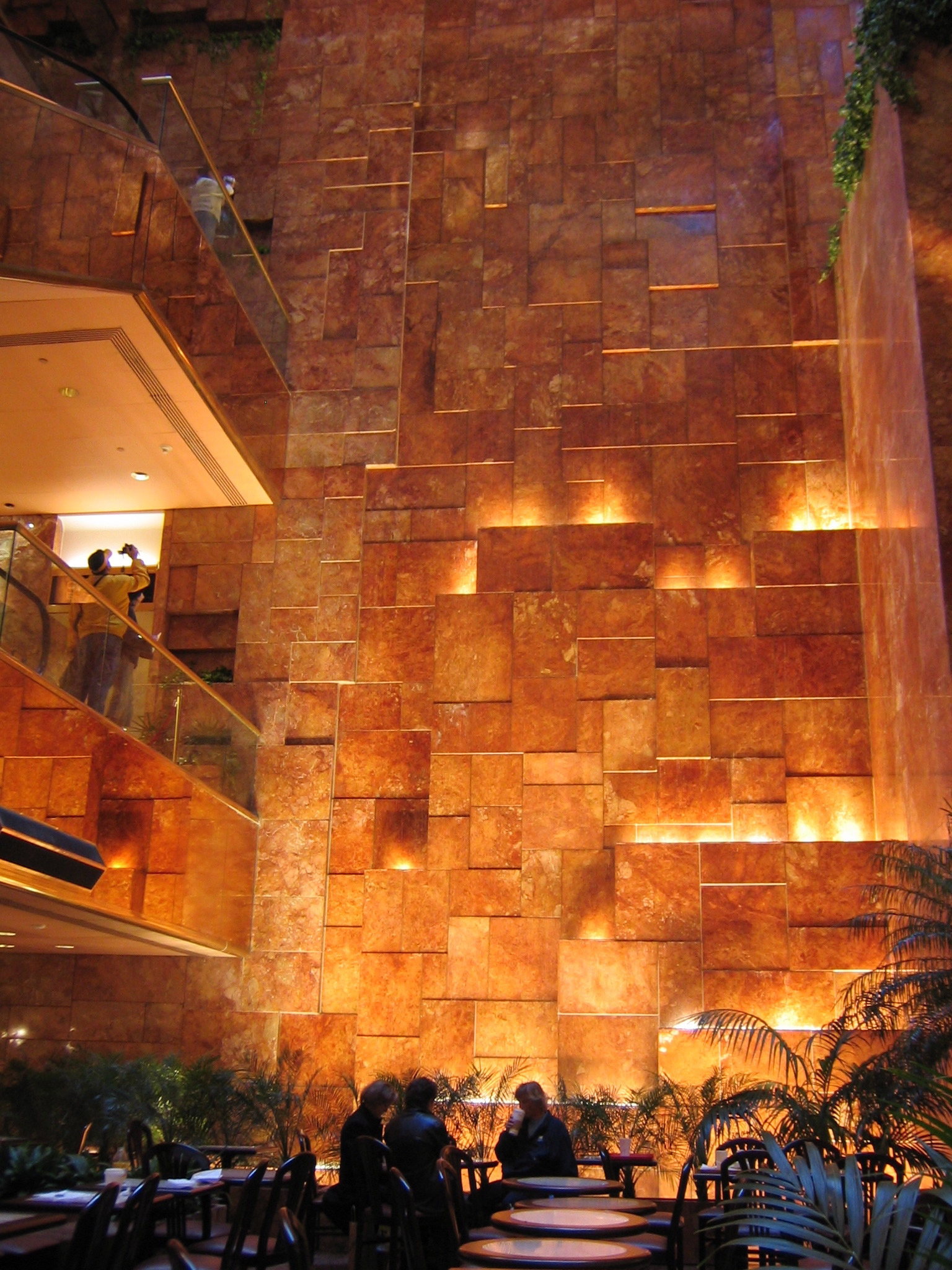
アトリウムの滝
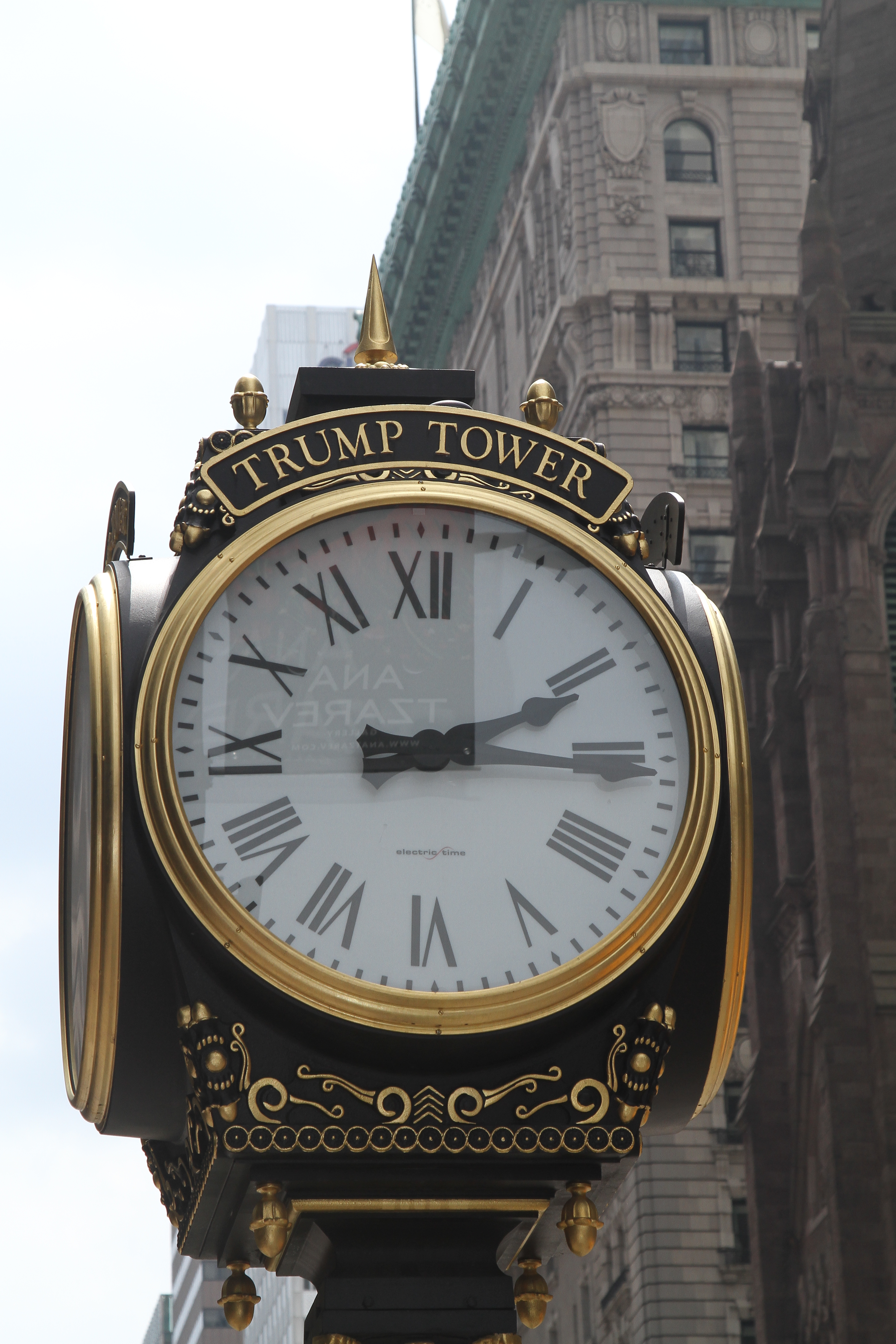
トランプ・タワーの時計
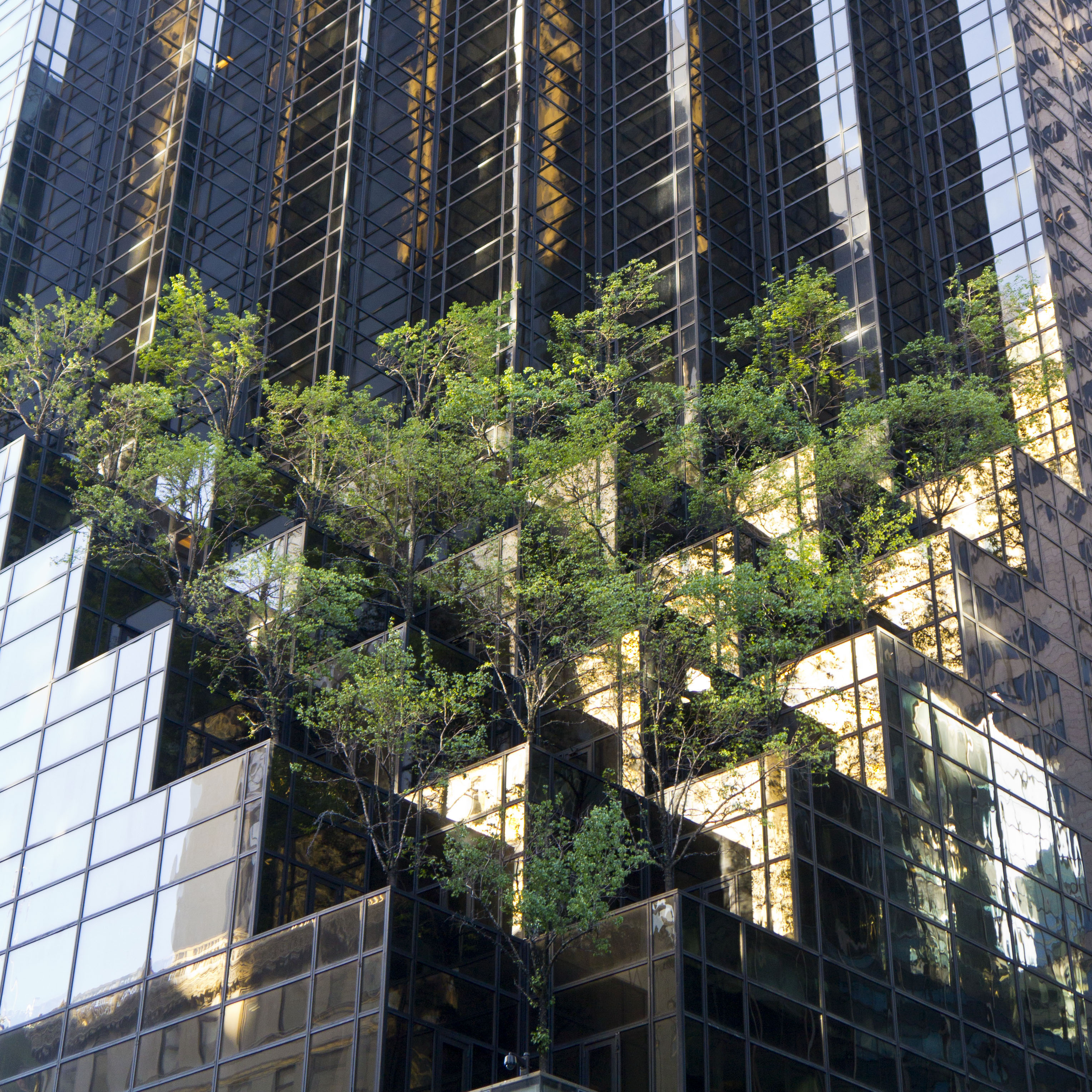
木
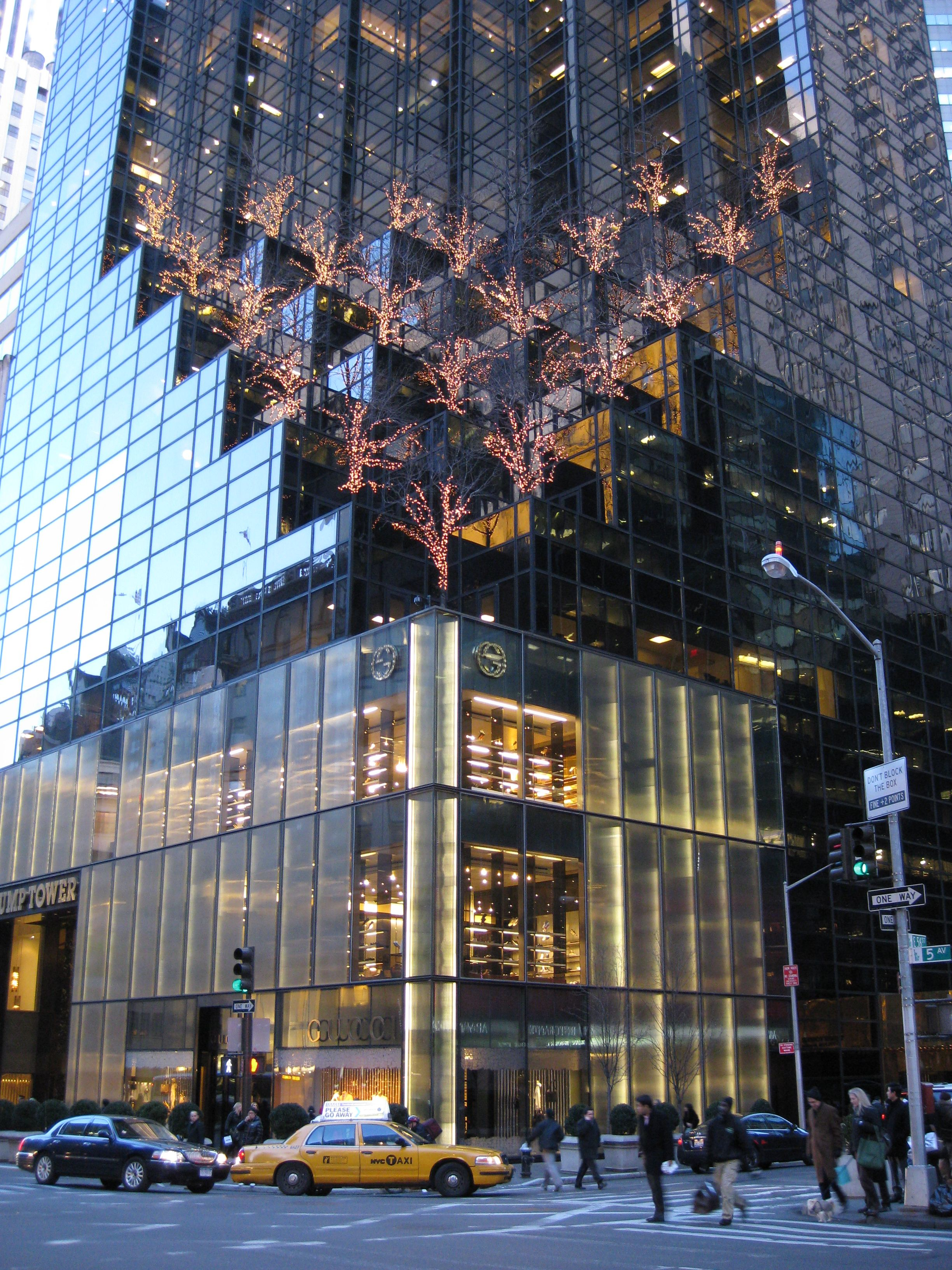
ファサード
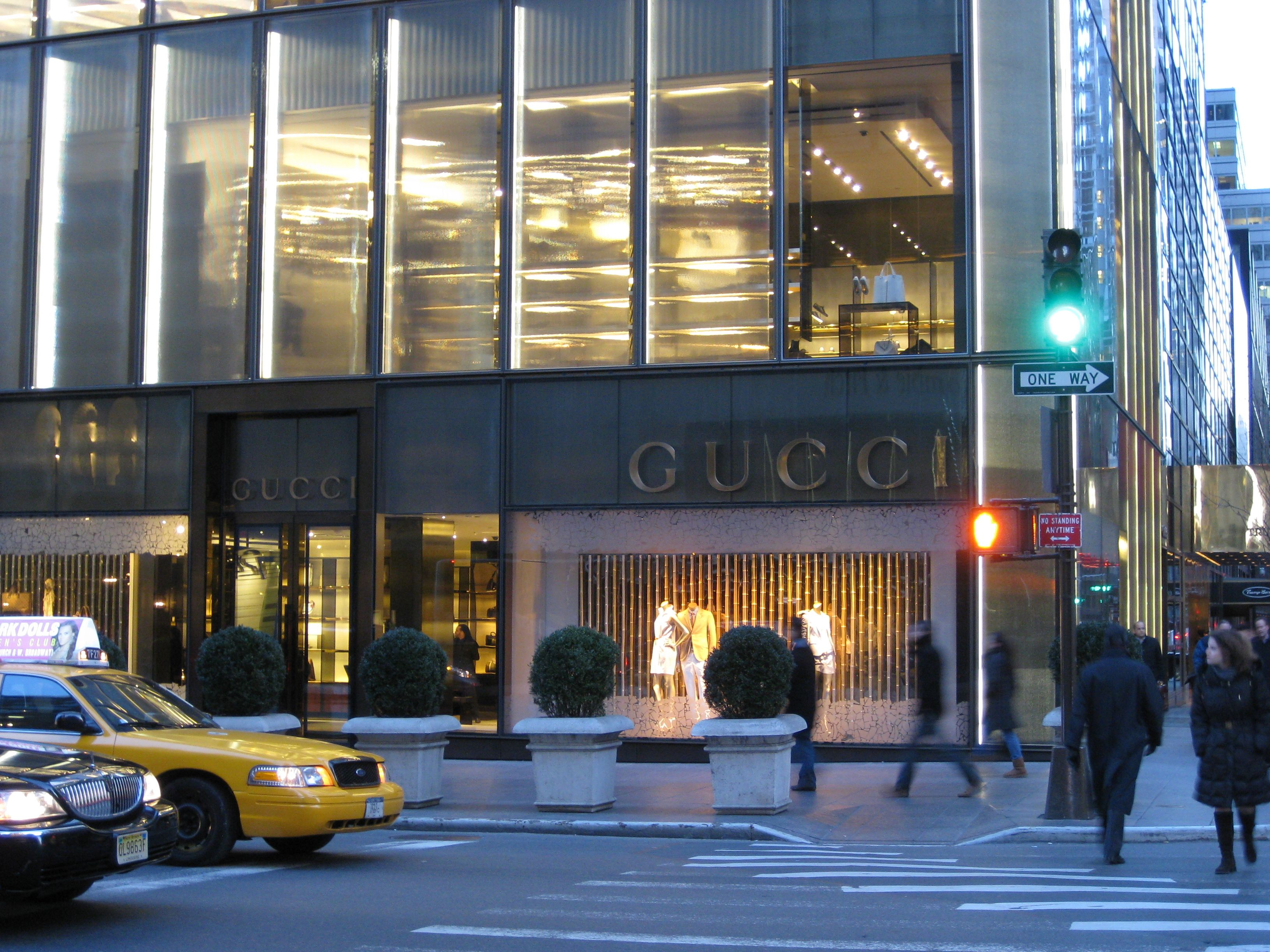
グッチの店舗

## 主なテナント
- 中国工商銀行[2][3]
- グッチ（旗艦店）
- カタール航空（22階）[4]
- サウド・ビン・アブドルアジズ・ビン・ナシル・アル・サウド